# Gaston Turpin
Gaston Turpin, né le 18 avril 1907 à Paris et mort le 13 février 1943 à Nantes est un syndicaliste, militant communiste et résistant français.

## Biographie
En 1924, Gaston Turpin devient trésorier de la Jeunesse communiste de Nantes et est arrêté avec George Duguy pour avoir diffusé des affiches s'opposant à la guerre du Maroc à Pont-Rousseau,.
À partir de 1933, il adhère au Parti communiste et devient secrétaire de la section syndicale CGT de l'usine des Batignolles où il travaille comme traceur et chaudronnier. Ses activités syndicales le conduisent à être plusieurs fois arrêté pour entrave à la liberté du travail lors de grèves et à son licenciement.
À partir de 1941, il mène des opérations de propagande dans l'usine des Batignolles, où il a été réembauché et garde des contacts avec le Parti communiste clandestin, à l'époque où celui-ci est très peu présent en Loire-Atlantique.
Entré dans la clandestinité, il s'engage dans le Front national et mène le combat en 1942 et 1943 au sein de l'Organisation spéciale, puis comme membre des Francs-tireurs et partisans,. Il participe à plusieurs attentats contre l'occupant allemand, notamment un attentat contre la ligne électrique de Pontchâteau sur la route de Rennes le 24 avril 1942 et la destruction du pont roulant de l'usine des Batignolles le même mois,.
Il est arrêté par les brigades spéciales et le commissaire Poupaert de la Section des affaires politiques dans la nuit du 7 au 8 janvier 1943,. Il fait partie des 45 résistants inculpés au procès dit « des 42 » et est jugé pour terrorisme,. Condamné à mort, il est fusillé au champ de tir du Bêle le 13 février 1943.
Gaston Turpin a été déclaré « mort pour la France ».

## Hommages
- Une rue[6] ainsi qu'un gymnase de Nantes portent son nom[10].
- Une cellule du Parti communiste au sein du quartier du Breil, à Nantes, a porté son nom[3],[11].

## Galerie

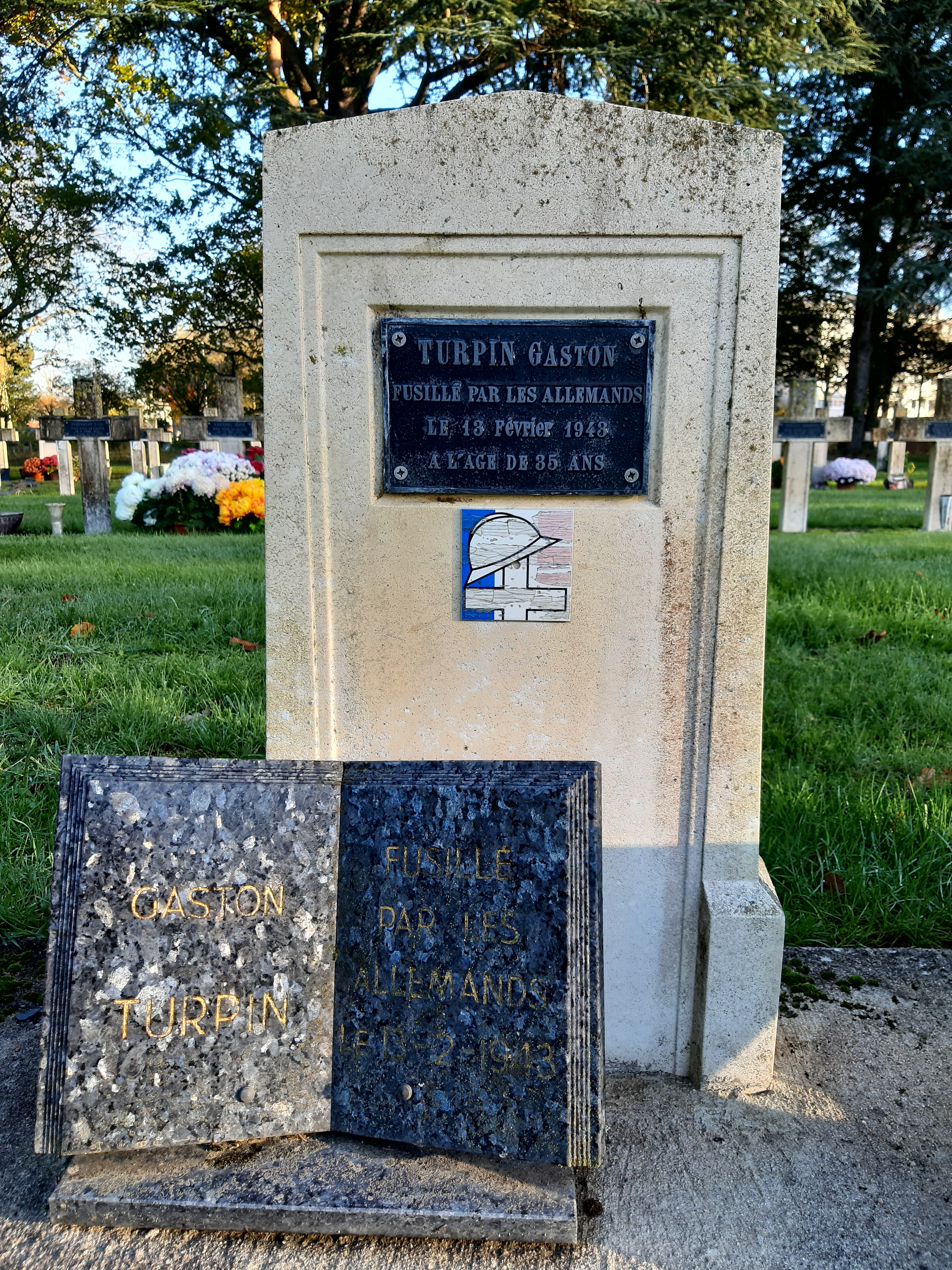
Tombe de Gaston Turpin au cimetière La Chauvinière à Nantes
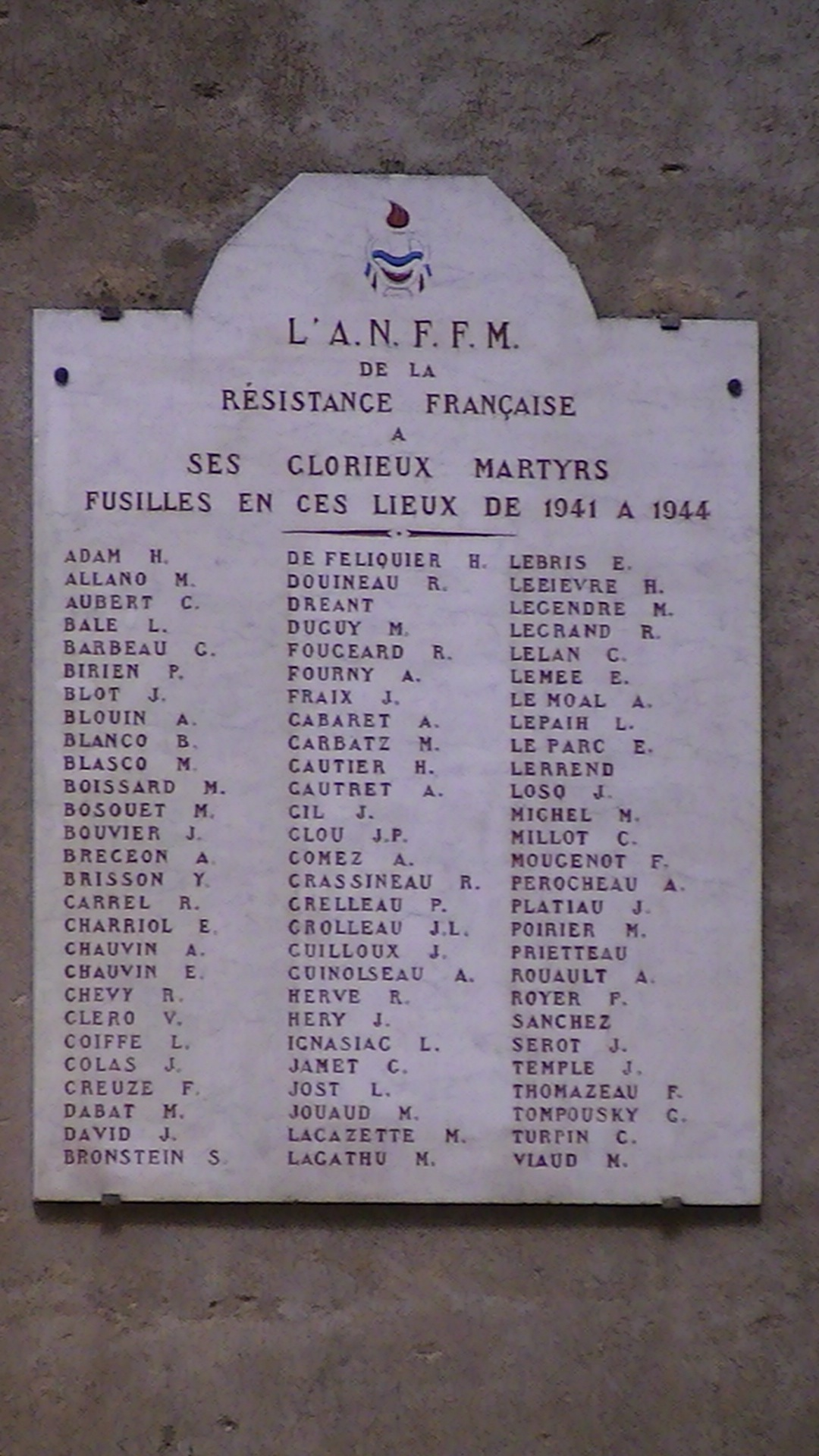
Nom de Gaston Turpin figurant sur la plaque commémorative du monument des fusillés